# Zerstörergeschwader 142
La Zerstörergeschwader 142 (ZG 142) (142e escadron de chasseurs lourds), surnommée Horst Wessel, est une unité de chasseur-bombardier de la Luftwaffe pendant la Seconde Guerre mondiale.

## Origine du surnom
L'unité fut baptisée en l’honneur de Horst Wessel, martyr de la cause nazie.
Du 4 janvier 1936 au 8 mai 1945, le nom Horst Wessel a toujours été porté par une unité de la Luftwaffe même après la dissolution de celle-ci. 
Les unités ayant porté le nom Horst Wessel sont successivement :
| Nom                     | Début             | Fin               |
| ----------------------- | ----------------- | ----------------- |
| Jagdgeschwader 134      | 4 janvier 1936    | 1er novembre 1938 |
| Jagdgeschwader 142      | 1er novembre 1938 | 1er janvier 1939  |
| Zerstörergeschwader 142 | 1er janvier 1939  | 1er mai 1939      |
| Zerstörergeschwader 26  | 1er mai 1939      | Juillet 1944      |
| Jagdgeschwader 6        | Juillet 1944      | 8 mai 1945        |

## Opérations
Le ZG 142 est équipé d'avions Messerschmitt Bf 109B/C et D.

## Organisation

### Stab. Gruppe
Le Stab./ZG 142 est formé le 1er janvier 1939 à Dortmund à partir du Stab./JG 142.
Le 1er mai 1939, il est renommé Stab./ZG 26.
Geschwaderkommodore (Commandant de l'escadron) :
| Début            | Fin          | Grade  | Nom                          |
| ---------------- | ------------ | ------ | ---------------------------- |
| 1er janvier 1939 | 1er mai 1939 | Oberst | Kurt-Bertram von Döring (en) |

### I. Gruppe
Formé le 1er janvier 1939 à Dortmund à partir du I./JG 142 avec :
- Stab I./ZG 142 à partir du Stab I./JG 142
- 1./ZG 142 à partir du 1./JG 142
- 2./ZG 142 à partir du 2./JG 142
- 3./ZG 142 à partir du 3./JG 142

Le 1er mai 1939, le I./ZG 142 est renommé I./ZG 26 :
- Stab I./ZG 142 devient Stab I./ZG 26
- 1./ZG 142 devient 1./ZG 26
- 2./ZG 142 devient 2./ZG 26
- 3./ZG 142 devient 3./ZG 26

Gruppenkommandeure (Commandant de groupe) :
| Début            | Fin             | Grade          | Nom                    |
| ---------------- | --------------- | -------------- | ---------------------- |
| 1er janvier 1939 | 28 janvier 1939 | Oberstleutnant | Hermann Frommherz (en) |
| 1er février 1939 | 1er mai 1939    | Hauptmann      | Karl Kaschka (de)      |

### II. Gruppe
Formé le 1er janvier 1939 à Werl à partir du I./JG 142 avec :
- Stab II./ZG 142 à partir du Stab II./JG 142
- 4./ZG 142 à partir du 4./JG 142
- 5./ZG 142 à partir du 5./JG 142
- 6./ZG 142 à partir du 6./JG 142

Le 1er mai 1939, le II./ZG 142 est renommé II./ZG 26 avec :
- Stab II./ZG 142 devient Stab II./ZG 26
- 4./ZG 142 devient 4./ZG 26
- 5./ZG 142 devient 5./ZG 26
- 6./ZG 142 devient 6./ZG 26

Gruppenkommandeure :
| Début            | Fin          | Grade | Nom                  |
| ---------------- | ------------ | ----- | -------------------- |
| 1er janvier 1939 | 1er mai 1939 | Major | Friedrich Vollbracht |

### III. Gruppe
Formé le 1er janvier 1939 à Lippstadt à partir du III./JG 142 avec :
- Stab III./ZG 142 à partir du Stab III./JG 142
- 7./ZG 142 à partir du 7./JG 142
- 8./ZG 142 à partir du 8./JG 142
- 9./ZG 142 à partir du 9./JG 142

Le 1er mai 1939, le III./ZG 142 est renommé III./ZG 26 avec :
- Stab III./ZG 142 devient Stab III./ZG 26
- 7./ZG 142 devient 7./ZG 26
- 8./ZG 142 devient 8./ZG 26
- 9./ZG 142 devient 9./ZG 26

Gruppenkommandeure :
| Début            | Fin          | Grade     | Nom                |
| ---------------- | ------------ | --------- | ------------------ |
| 1er janvier 1939 | 1er mai 1939 | Hauptmann | Johann Schalk (en) |